# Ypthima zodiaca
Ypthima zodiaca är en fjärilsart som beskrevs av Moore 1878. Ypthima zodiaca ingår i släktet Ypthima och familjen praktfjärilar. Inga underarter finns listade i Catalogue of Life.